# Angelica Veronica Airola
Angelica Veronica Airola, född 1590, död 1673, var en italiensk konstnär.
Hon var verksam som målare. Hon var nunna och är känd för sina religiösa verk. 